# Péninsule de Rybatchi
La péninsule Rybatchi (en russe : полуо́стров Рыба́чий, poluostrov Rybachi; en same du Nord : Giehkirnjárga ; en norvégien : Fiskerhalvøya ; en finnois : Kalastajasaarento) est la péninsule située la plus au nord de la Russie européenne continentale. Son nom signifie « péninsule des pêcheurs ». Elle est reliée à la péninsule Sredni, la « péninsule du milieu », par un isthme, ce qui fait qu'elle est pratiquement entièrement entourée par les eaux de la mer de Barents. Elle est rattachée administrativement au raïon de Petchenga dans l'oblast de Mourmansk à sept heures de route de Mourmansk.
Les principales activités économiques sont l'élevage des rennes et (depuis 2003) l'extraction de pétrole.

## Histoire
La péninsule de Rybatchi, au nord de la Péninsule de Kola, était déjà colonisée par l'Homme entre les VIIe et Ve millénaire avant notre ère. Entre le IIIe et le IIe millénaire av. J.-C., la péninsule de Kola fut colonisée par des peuples venant de l'actuelle Carélie et à la fin du Ier millénaire av. J.-C., elle n'était plus habitée que par des Lapons, peuple organisé en clans administrés par des anciens, qui vivait principalement de l'élevage du renne et de la pêche. Au XIIe siècle, les Russes Pomors, venus des rives de la Baie d'Onega et de la basse vallée de la Dvina septentrionale, découvrirent la péninsule de Kola avec sa richesse en gibier et poisson. Les Pomors organisaient des campagnes de chasse et de pêche régulières et entreprirent du troc avec les Lapons. Ils baptisèrent cette partie du littoral de la Mer Blanche « côte de Tersky » ou Terre Terskaïa.
La péninsule se trouve dans une zone où les frontières internationales furent arrêtées relativement tard ; la frontière russo-norvégienne est tracée en 1826, plaçant la péninsule de Rybatchi côté russe. À l'époque, plusieurs colons norvégiens vivaient sur la péninsule.
Après la Révolution russe de 1917, les parties occidentales des péninsules de Sredni et Rybatchi sont cédées à la Finlande. Après la Guerre d'hiver de 1939–1940, la Finlande les rend à l'Union soviétique dans le cadre du Traité de Moscou. Les colons norvégiens sont « coincés » en Russie soviétique après la révolution ; certains de leurs descendants parviendront à obtenir la citoyenneté norvégienne après la chute du rideau de fer.
Pendant la Seconde Guerre mondiale, la péninsule est - pendant trois ans - le théâtre d'une guerre de positions entre Allemands et Russes. En effet, la prise de la péninsule ouvrait la voie aux villes de Mourmansk et Arkhangelsk, qui étaient les principaux points d'entrée du programme américain Lend-Lease. Le front divise alors la péninsule en deux, chaque côté disposant de positions puissamment fortifiées.
Avant la dislocation de l'URSS, la péninsule était hautement militarisée en raison de la proximité immédiate de la Norvège, un pays membre de l'OTAN. Les militaires ont depuis quitté la zone mais, en 2005, ce territoire restait interdit aux étrangers.

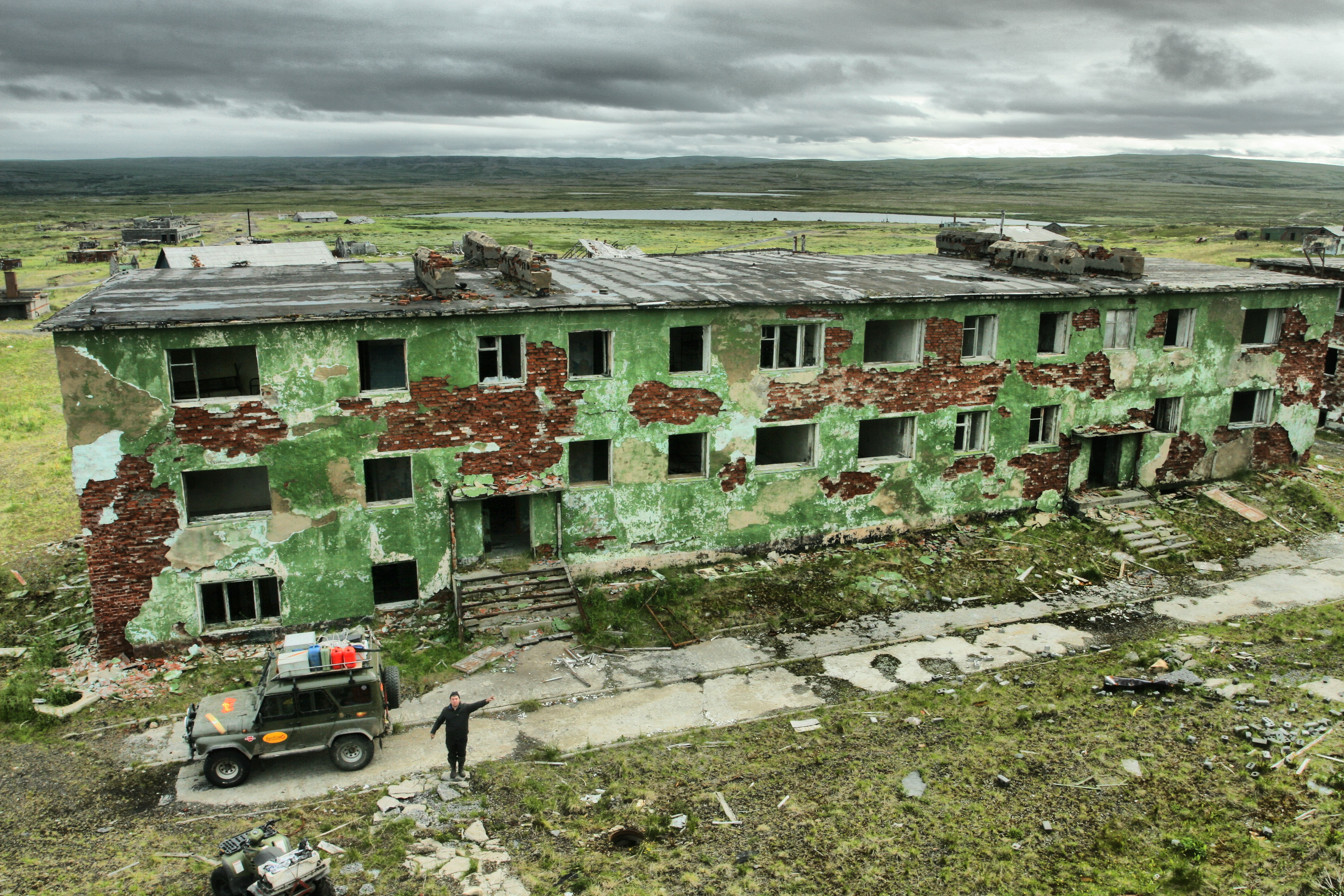
Bâtiments abandonnés à Rybatchi.
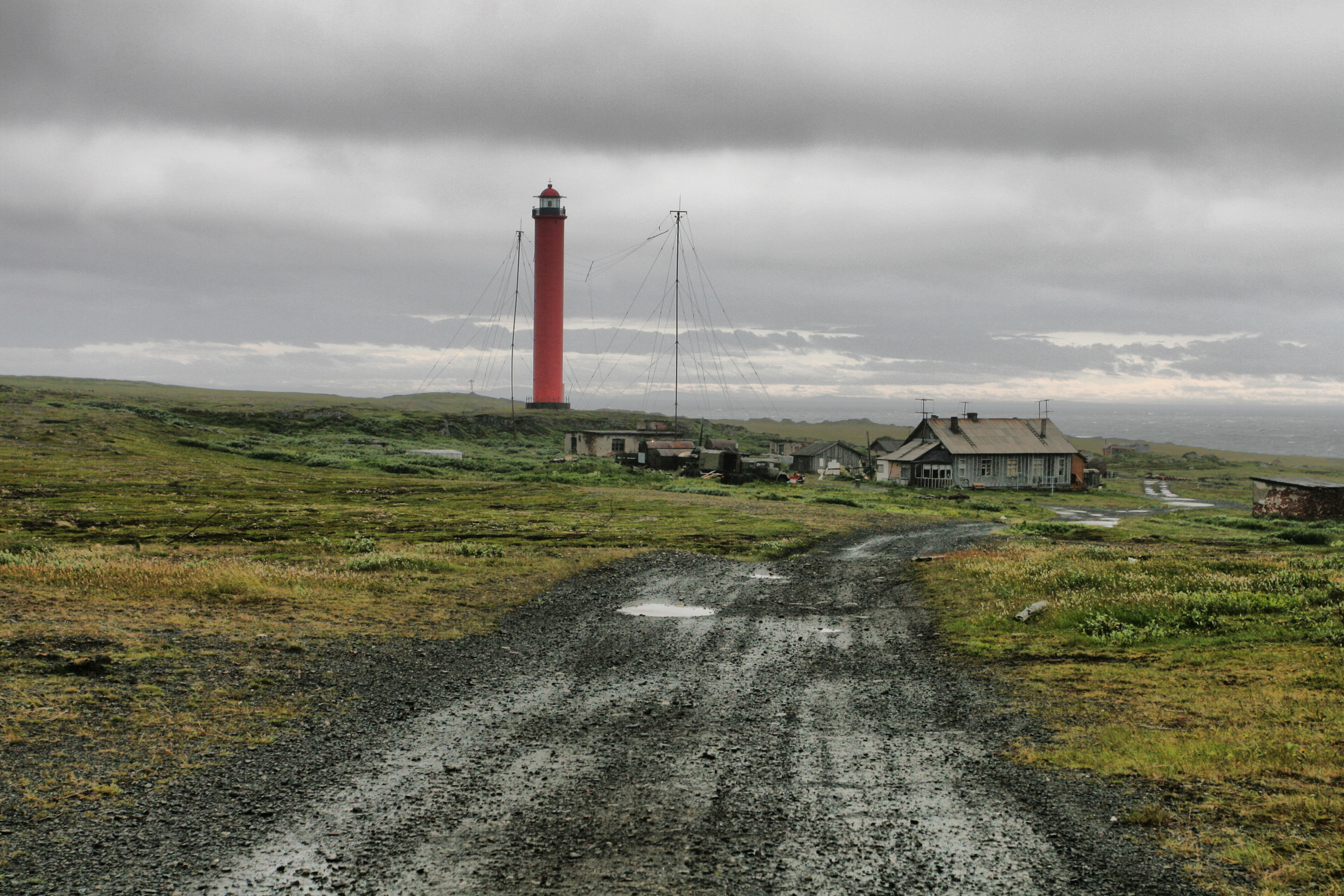
Vaida-Guba.
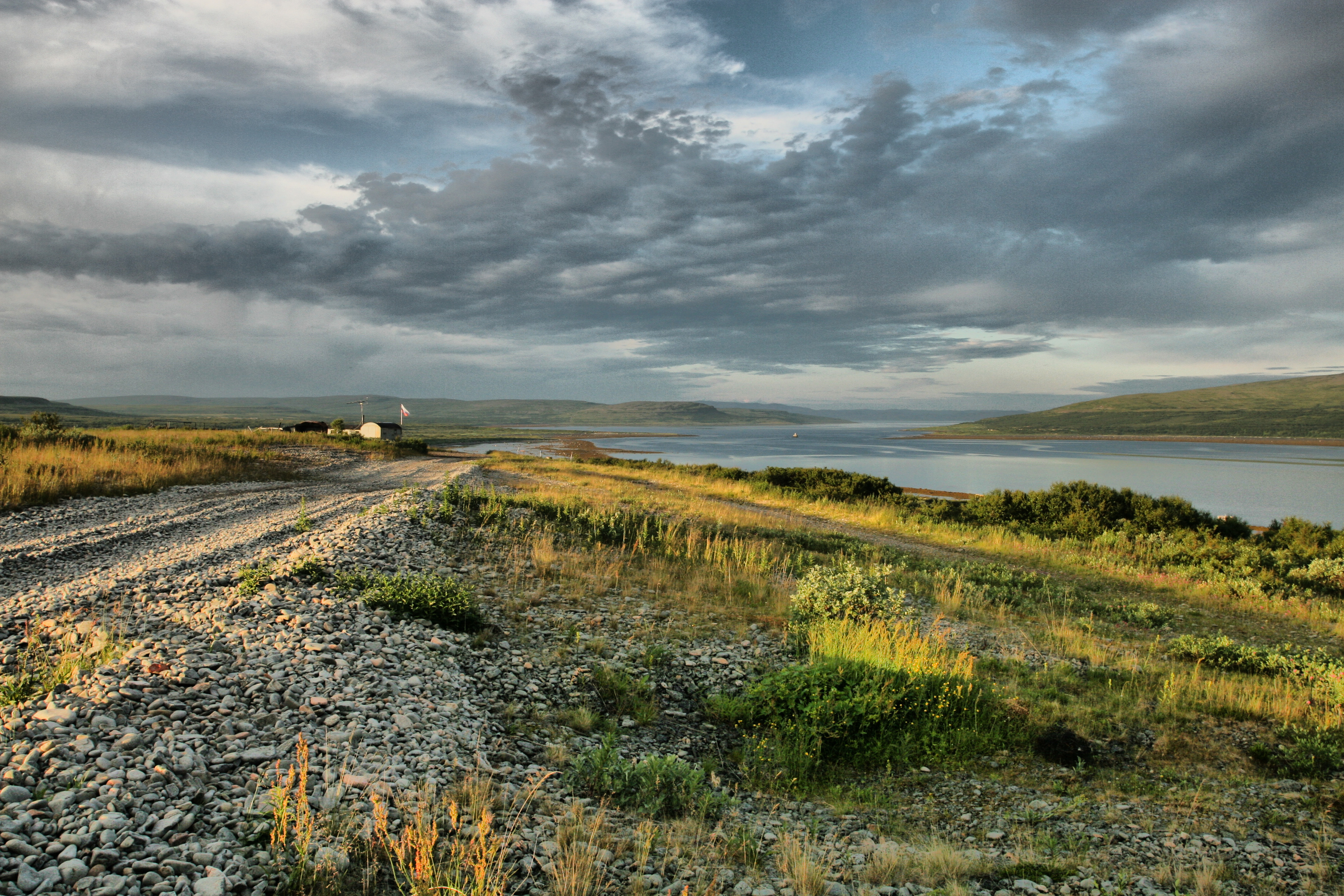
Baie Ozyorko.
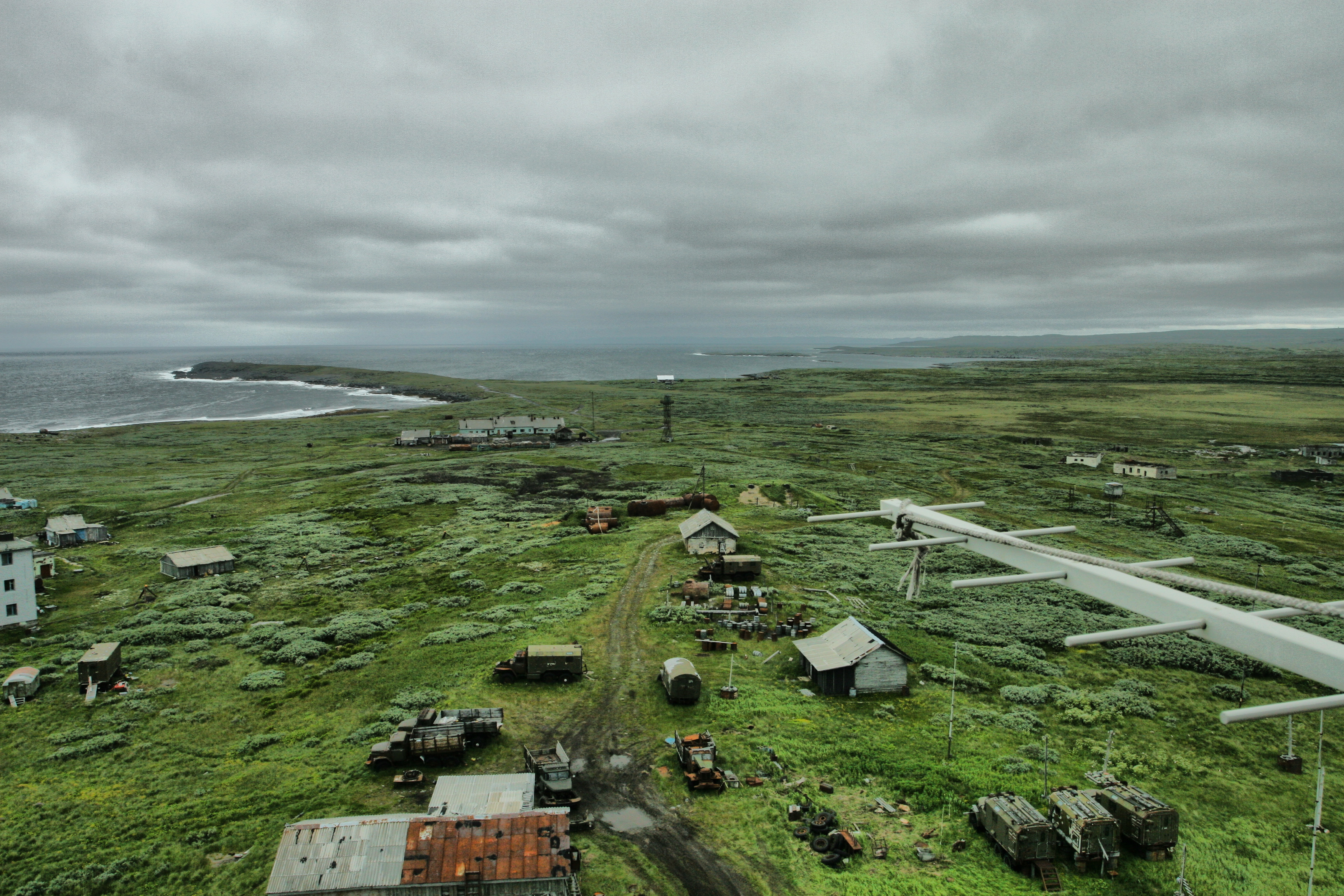
Tsypnavolok, à l'est.
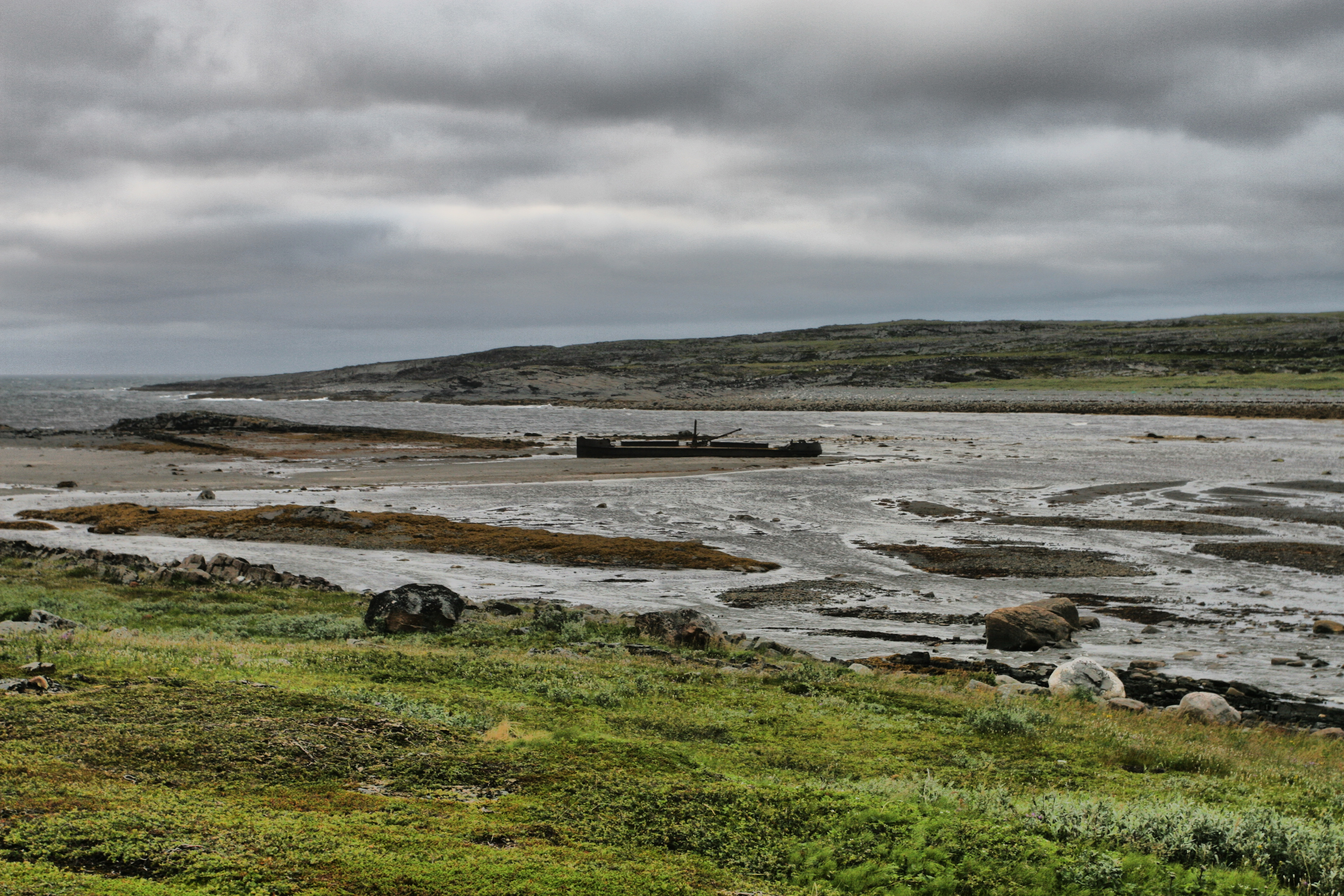
Épave.

### Sources
- (ru) Département des archives de l'administration de la région de Mourmansk. Archives d’État de la région de Mourmansk, Division administrative et territoriale de la région de Mourmansk (1920-1993). Annuaire [« Административно-территориальное деление Мурманской области (1920-1993 гг.). Справочник »], Mourmansk, Мурманское издательско-полиграфическое предприятие "Север",‎ 1995